# جير ألبرتو دياز
جير ألبرتو دياز (بالإسبانية: Jair Díaz) هو لاعب كرة قدم مكسيكي، ولد في 21 أغسطس 1998 في ولاية سان لويس بوتوسي في المكسيك. لعب مع تيغريس أونال.